# Фильмография Романа Поланского
Фильмография Романа Полански (род. 1933) — французско-польского кинорежиссёра, кинопродюсера, сценариста и актёра.

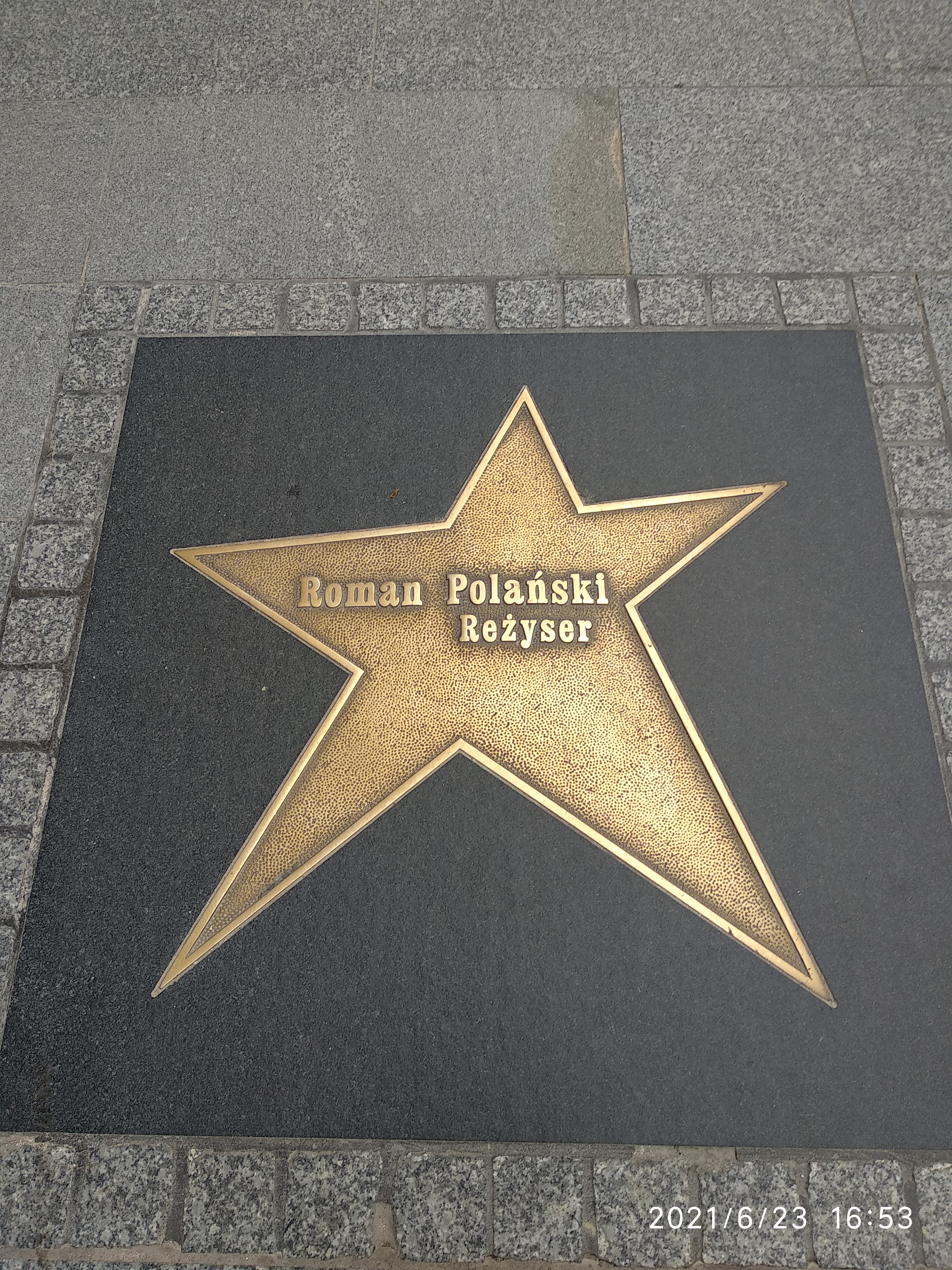

## Актёр
- 1953 — Три повести / Trzy opowieści (segment Jacek)
- 1955 — Волшебный велосипед / Zaczarowany rower
- 1955 — Три старта / Trzy starty — слушающий донесению в радио
- 1955 — Велосипед / Rower (короткометражка)
- 1955 — Поколение / Pokolenie — Мундек
- 1956 — Необыкновенная карьера / Nikodem Dyzma
- 1957 — Обломки корабля / Wraki
- 1957 — Конец ночи / Koniec nocy
- 1958 — Эроика / Eroica — колядник
- 1958 — Двое мужчин и шкаф / Dwaj ludzie z szafą (короткометражка)
- 1958 — Позвони моей жене / Zadzwońcie do mojej żony?
- 1959 — Когда падают ангелы / Gdy spadają anioły
- 1959 — Летучая / Lotna
- 1960 — Косоглазое счастье / Zezowate szczęście — репетитор Иоли
- 1960 — До свидания, до завтра / Do widzenia, do jutra — Ромек
- 1960 — Невинные чародеи / Niewinni czarodzieje — контрабасист
- 1961 — Осторожно, йети! / Ostrożnie, Yeti!
- 1961 — Толстый и худой / Le Gros et le maigre (короткометражка)
- 1961 — Самсон / Samson
- 1965 — Отвращение / Repulsion — игрок на ложках (камео)
- 1967 — Бал вампиров / The Fearless Vampire Killers — помощник Альфред
- 1969 — Чудотворец / The Magic Christian — пьяница
- 1972 — Что? / What? — Москито (эпизод)
- 1974 — Кровь для Дракулы / Blood for Dracula — мужчина в таверне (камео)
- 1974 — Китайский квартал / Chinatown — человек с ножом
- 1976 — Жилец / Le Locataire — Трелковский
- 1982 — Чехарда / Chassé-croisé
- 1989 — В ожидании Годо / En attendant Godot (TV)
- 1992 — Назад в СССР / Back in the U.S.S.R. — русский мафиозо Курилов
- 1994 — Чистая формальность / Una Pura Formalita — комиссар
- 1994 — Коварство славы / Grosse fatigue — Роман Полански (камео)
- 2000 — Дань уважения Альфреду Лепети / Hommage à Alfred
- 2002 — Месть / Zemsta
- 2007 — Час пик 3 / Rush Hour 3 — комиссар Реви
- 2008 — Тихий хаос / Caos calmo
- 2019 — Офицер и шпион / J’accuse — слушатель на концерте

### Документальные фильмы
- 1970 — Чао, Федерико ![фр.] / Ciao Federico ! (документальный фильм Гидеона Бахмана (нем. Gideon Bachmann) о съёмках «Сатирикона»)

### Озвучивание
- 1962 — Нож в воде / Nóż w wodzie — юноша

## Режиссёр
- 1962 — Нож в воде / Nóż w wodzie
- 1965 — Отвращение / Repulsion
- 1966 — Тупик / Cul-de-Sac
- 1967 — Бал вампиров / The Fearless Vampire Killers
- 1968 — Ребёнок Розмари / Rosemary’s Baby
- 1971 — Макбет / The Tragedy of Macbeth
- 1972 — Что? / What?
- 1974 — Китайский квартал / Chinatown
- 1976 — Жилец / Le Locataire
- 1979 — Тэсс / Tess
- 1986 — Пираты / Pirates
- 1988 — Неистовый / Frantic
- 1992 — Горькая луна / Bitter Moon
- 1994 — Смерть и девушка / Death and the Maiden
- 1999 — Девятые врата / The Ninth Gate
- 2002 — Пианист / The Pianist
- 2005 — Оливер Твист / Oliver Twist
- 2010 — Призрак / The Ghost Writer
- 2011 — Резня / Carnage
- 2013 — Венера в мехах / La Vénus à la fourrure
- 2017 — Основано на реальных событиях / D’après une histoire vraie
- 2019 — Офицер и шпион / J’accuse
- 2023 — Дворец / The Palace

#### Короткометражные фильмы
- 1955 — Велосипед / Rower (фильм не закончен)
- 1957 — Убийство / Morderstwo
- 1957 — Разгоняем танцульку / Rozbijemy zabawę
- 1957 — Зубастая улыбка / Uśmiech zębiczny
- 1958 — Двое мужчин и шкаф / Dwaj ludzie z szafą
- 1959 — Лампа / Lampa
- 1959 — Когда падают ангелы / Gdy spadają anioły
- 1961 — Толстый и худой / Le Gros et le maigre
- 1962 — Млекопитающие / Ssaki
- 2007 — У каждого своё кино / Chacun son cinéma (эпизод «Эротический кинотеатр»)
- 2009 — Жадность, новый аромат от Франческо Веззоли / GREED, a New Fragrance by Francesco Vezzoli
- 2012 — Терапия / A Therapy